# Sileo

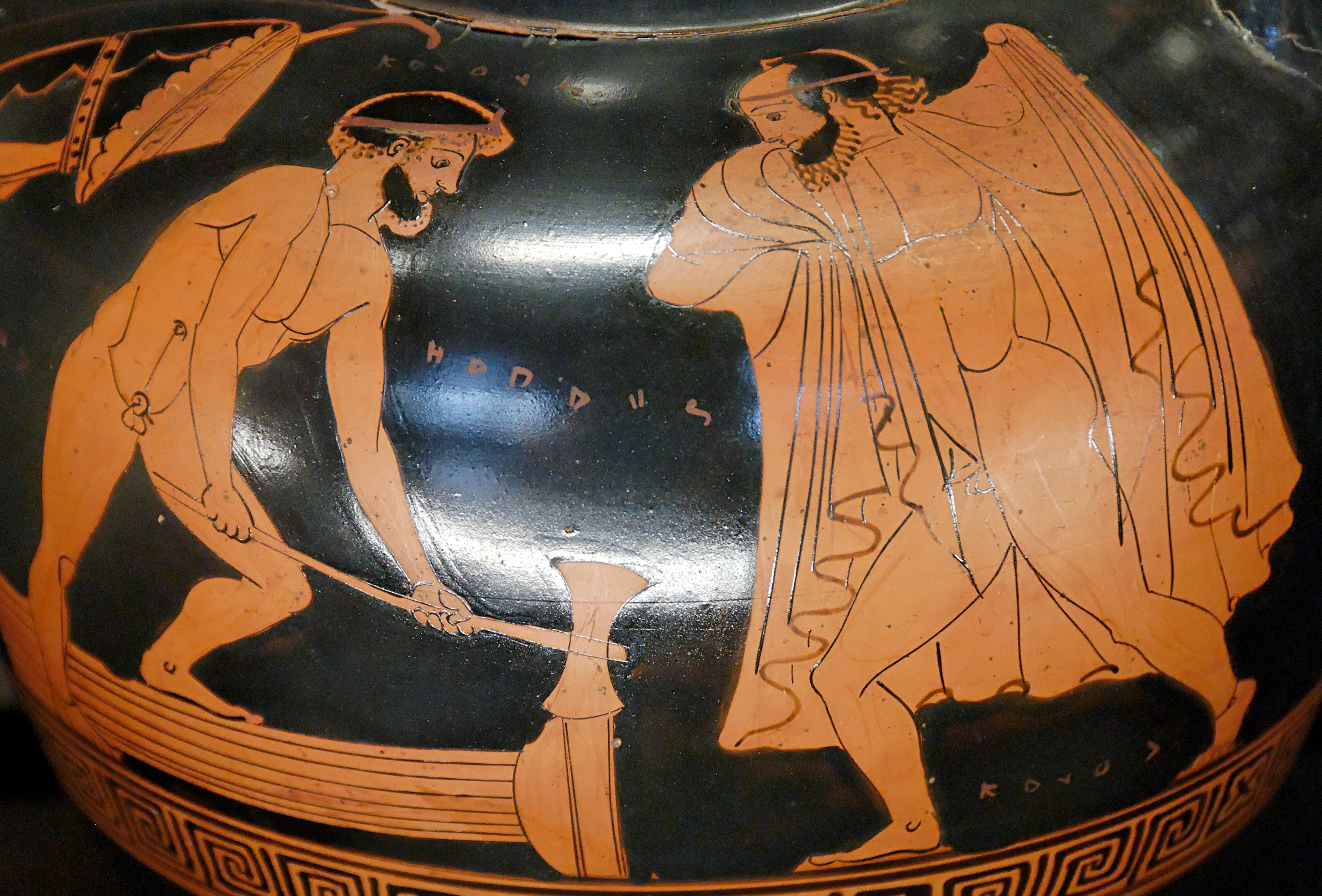
Heracles y Sileo en un ánfora ática de figuras rojas (480-470 a. C.) del Pintor de Enocles.

Sileo (en griego antiguo: Συλεύς), en la mitología griega, era un hombre de Áulide, Lidia, asesinado por Heracles por sus atroces actos. Fue el padre de Jenódoce.

## Mitología
En la mayoría de las versiones, Sileo poseía una viña y obligaba a todos los transeúntes a cavarla, algo que probablemente también intentó hacer con Heracles. Heracles mató a Sileo con su propia azada y quemó su viña hasta la raíz. También mató a Jenódoce.
Según Conón, Sileo tenía un hermano Diceo; su padre era Poseidón.
A diferencia de Sileo, Diceo era un hombre justo, como lo sugería el significado literal de su nombre, griego: δίκαιος, ‘justo’, ‘legítimo’, y recibió a Heracles con hospitalidad después de que el héroe eliminara a Sileo. Heracles se enamoró de la hija de Sileo, criada por su tío, y se casó con ella. Sin embargo, pronto se marchó y su recién casada lo extrañó tanto que murió de pena. A su regreso, Heracles se enteró de su muerte y estuvo a punto de arrojarse a su pira funeraria, pero los presentes en la ceremonia lograron disuadirlo. Junto a su tumba se erigió un templo en honor a Heracles.